# Fluita

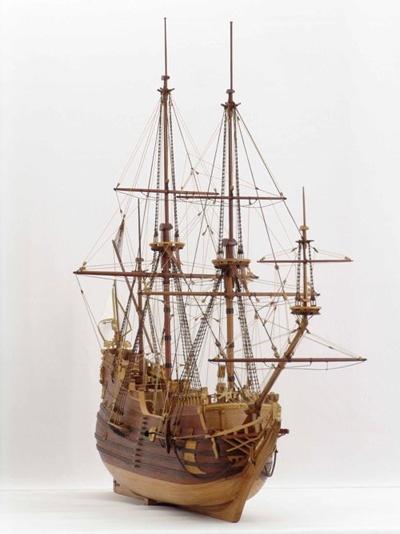
Model fluity - widok z przodu

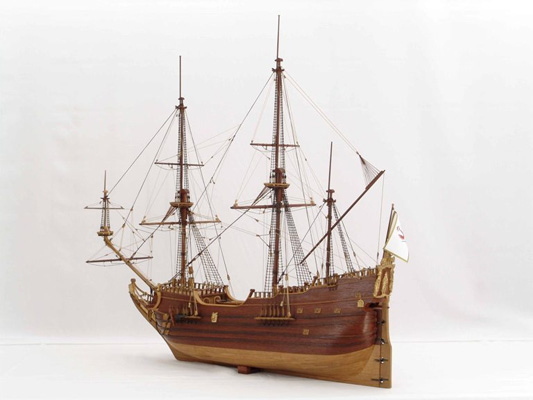
Model fluity - widok z boku

Fluita (fleuta) - to typ handlowego statku żaglowego, zbudowany przez budowniczych z Hoorn i rozwijany w Holandii od lat 90. XVI wieku, następnie używany także w innych krajach. 
Fluita miała zaokrągloną rufę; nadbudówki (kasztele) były niższe, niż na galeonach. Burty fluity zwężały się w przekroju poprzecznym ku górze, co dawało gruszkowaty kształt przekroju kadłuba. Kadłub był przy tym dość smukły.
Ożaglowanie było podobne do galeonów, lecz maszty były zwykle wyższe oraz nieco inaczej rozmieszczone i nachylone, co ułatwiało manewrowanie żaglami, pozwalając ograniczyć liczebność załogi, także dzięki szerszemu użyciu bloków i talii. Na maszcie pierwszym i drugim (fokmaszcie i grotmaszcie) fluity nosiły ożaglowanie rejowe (zwykle z dwoma piętrami rej), a na ostatnim bezanmaszcie - ożaglowanie łacińskie. Na dziobie umieszczony był bukszpryt. 
Fluity uznawane były za najbardziej ekonomiczne statki handlowe swojej epoki, zwłaszcza biorąc pod uwagę rozmiar ładunku i niewielką liczebność załogi. Pozwoliły zwiększyć pojemność statku z ok. 80 łasztów do ok. 140 łasztów i tym samym miały znaczący wpływ na rozwój handlu morskiego w rejonie Morza Bałtyckiego.
Fluity były czasami uzbrajane i używane jako okręty wojenne, choć nie nadawały się najlepiej do tej roli (przykładem są polskie fluity wojenne: "Czarny Kruk", "Feniks", "Płomień", "Biały Lew" z okresu wojny ze Szwecją).
Przypominający gruszkę przekrój poprzeczny kadłuba fluity zawdzięczał swój kształt Duńczykom, a konkretnie stosowanemu przez nich systemowi naliczania cła w Sundzie - jego wysokość silnie zależała od powierzchni pokładu, stąd szkutnicy dążyli, by była ona jak najmniejsza.